# Joods Museum
Joods Museum (svenska:Judiska museet) är ett judiskt museum inrymt i en rad tidigare synagogor i de tidigare judiska kvarteren i Amsterdam i Nederländerna. 
Museet öppnade 1932 i Waag, ett medeltida våghus, och fem år senare omfattade samlingarna 630 föremål. Samlingarna konfiskerades under andra världskriget och de flesta föremålen förstördes.
År 1955 öppnade museet igen med fokus på de nederländska judarnas historia och kultur. Samlingarna utökades successivt och fyllde snart hela byggnaden. År 1987 flyttade det till fyra nyrenoverade synagogor i de tidigare judiska kvarteren. Den första synagogan, Grote Synagoge invigdes 1671 och när församlingen växte byggdes först Obbene Shul år 1686 och senare  Nieuwe Synagoge år 1752. Dritt Shul, som invigdes år 1778, ersatte två hus från början av 1700-talet som också hade använts som synagogor.
Museet utökades med teaterlokalen Hollandsche Schouwburg år 1993 och 2009 med The Portugese Synagoge. Hela kvarteret går sedan 2012 under namnet Joods Cultureel Kwartier.
Museets samlingar består av tiotusentals föremål, dokument, fotografier, religiösa föremål och konstverk, däribland mer än tusen 
gouacher av den tysk-judiska konstnären Charlotte Salomon. De permanenta utställningarna fokuserar på den judiska religionen och judarnas liv från 1600-talet till nutid.